# Waterhouse-Großohrblattnase

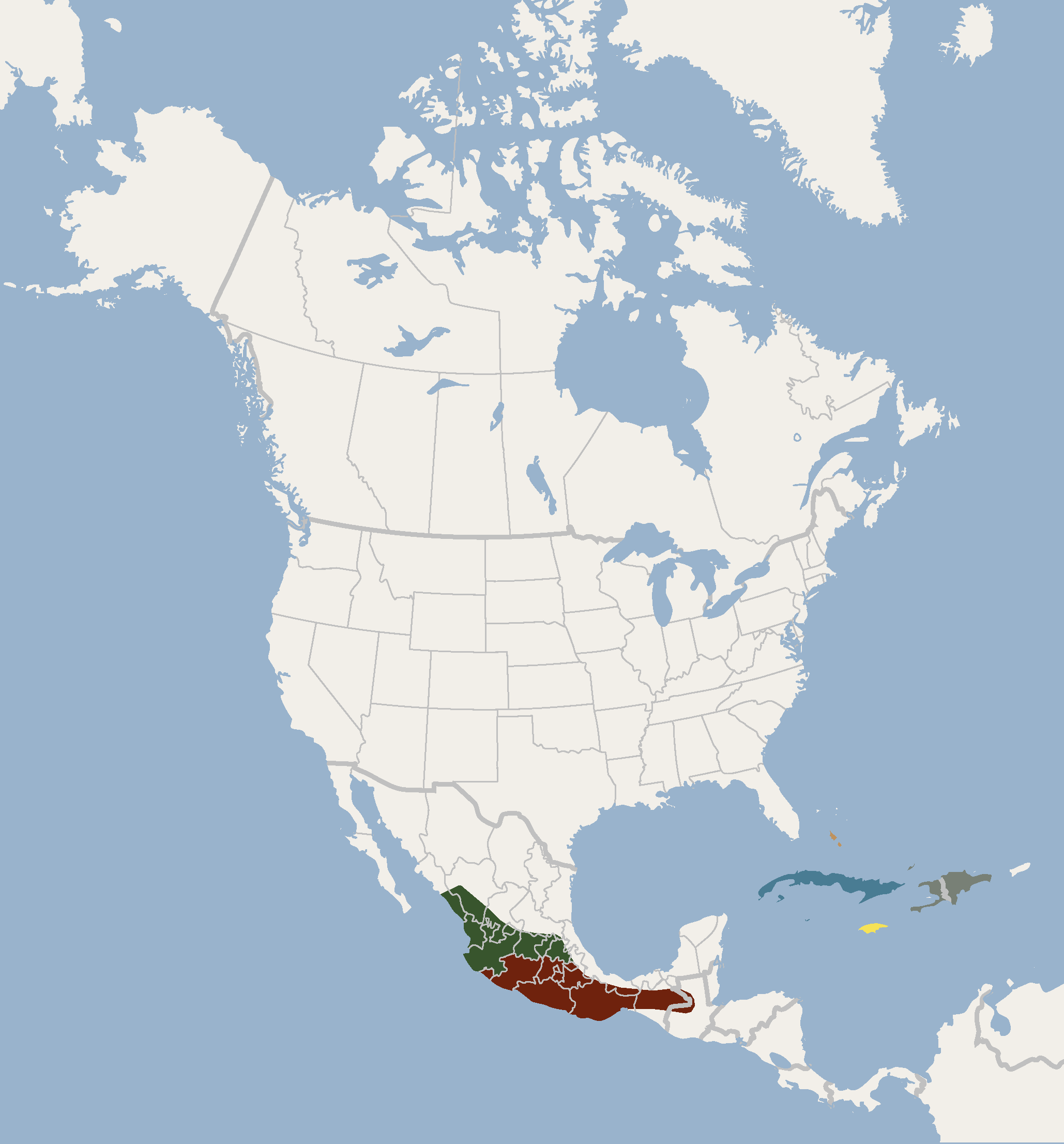
Verbreitungsgebiet, Unterarten mit unterschiedlichen Farben

Die Waterhouse-Großohrblattnase (Macrotus waterhousii) ist ein in Mittelamerika und in der Karibik verbreitetes Fledertier in der Familie der Blattnasen. Das Typusexemplar stammt aus Haiti. Die Art ist nach den britischen Zoologen George Robert Waterhouse benannt. Längere Zeit galt die Kalifornische Großohrblattnase (Macrotus californicus) als Unterart dieser Art.

## Merkmale
Erwachsene Exemplare erreichen eine Gesamtlänge von 85 bis 108 mm, inklusive eines 25 bis 41 mm langen Schwanzes und sie besitzen 45 bis 58 mm lange Unterarme, wobei die größten Werte bei südlichen Populationen vorkommen. Namensgebend sind die etwas mehr als 25 mm langen Ohren, die auf der Stirn mit einem Hautstreifen verbunden sind. Das einfache Nasenblatt hat eine runde Grundform und einen etwa 7 mm langen skalpellförmigen Aufsatz. Die Haare des Fells sind an den Wurzeln weiß und an den Spitzen braun. Diese Fledermaus hat breite Flügel und die Schwanzspitze ragt aus der Schwanzflughaut heraus. Die Zahnformel lautet I 2/2, C 1/1, P 2/3, M 3/3, was 34 Zähne im Gebiss ergibt. Typisch sind nach innen gebogene Schneide- und Eckzähne. Der diploide Chromosomensatz besteht aus 46 Chromosomen (2n=46).

## Verbreitung
Diese Fledermaus hat eine größere Population von den Bundesstaaten Sonora und Hidalgo in Mexiko bis nach Guatemala. In der Karibik lebt sie auf Kuba, den Bahamas, Hispaniola, Jamaika sowie auf kleineren Inseln der Region. Die Waterhouse-Großohrblattnase hält sich im Flachland und in Gebirgen bis 1400 Meter Höhe auf. Sie bevorzugt trockene Wälder und besucht gelegentlich Regenwälder und Kulturlandschaften.

### Unterarten
Es werden sechs Unterarten unterschieden.
- Schädel des Macrotus waterhousii, gefunden in der Grotte Père la Ponce bei Roseaux, (1979)M. w. waterhousii, auf Hispaniola

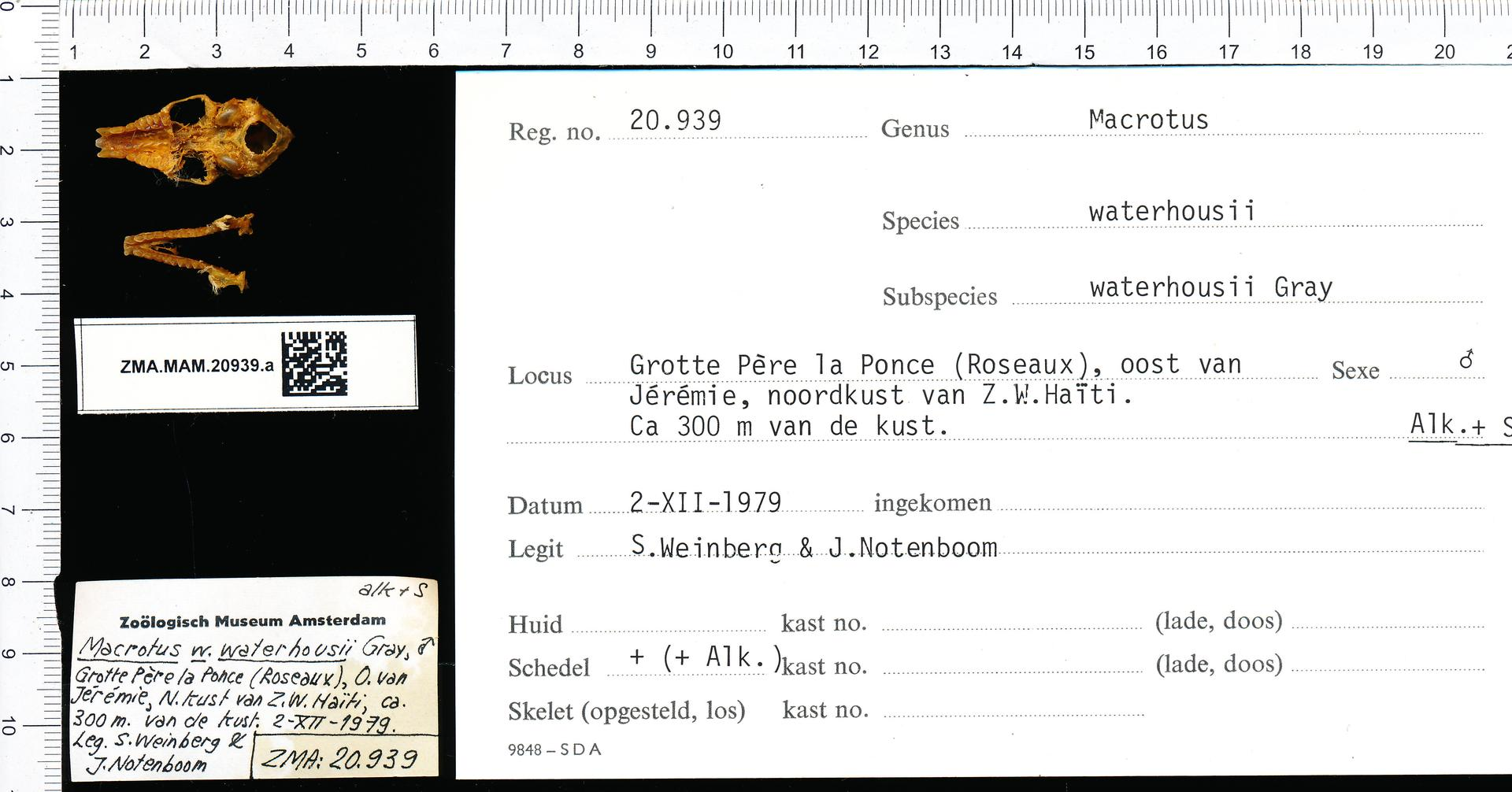
Schädel des Macrotus waterhousii, gefunden in der Grotte Père la Ponce bei Roseaux, (1979)

- M. w. bulleri, zentrales und nördliches Mexiko, nach dem Tiersammler Audley C. Buller benannt
- M. w. compressus, Bahamas, nach den zusammengepressten Prämolaren benannt
- M. w. jamaicensis, Jamaika
- M. w. mexicanus, zentrales Mexiko bis Guatemala
- M. w. minor, auf Kuba, kleinste Unterart

## Lebensweise
Die Tagesverstecke liegen in Höhlen, in Tunneln, in verlassenen Bergwerken und selten in Gebäuden. Die Tiere schlafen einzeln oder in Kolonien mit bis zu 500 Mitgliedern. Sie halten sich meist am Eingang des Versteckes auf und halten etwas Abstand voneinander. Die Waterhouse-Großohrblattnase geht ungefähr ein bis zwei Stunden nach Sonnenuntergang auf Nahrungssuche. Sie fliegt langsam und wendig etwa einen Meter über dem Grund. Zur Nahrung zählen Früchte und Insekten, wobei letztere meist von Pflanzen aufgesammelt werden. Oft findet etwa zwei Stunden vor der Morgendämmerung ein zweiter Ausflug statt. Diese Fledermaus krabbelt nicht, wie einige andere Verwandte, mit dem Körper über den Beinen. Sie kann sich dagegen schnell am Höhlendach nach unten hängend bewegen. Im Schlaf werden die Flügel leicht um den Körper gewickelt. Bei Störungen heben die Exemplare den Kopf, so dass die Augen im Licht sichtbar sind.
Gelegentlich halten sich Arten der Gattungen Gemeine Vampire, Nacktrückenfledermäuse, Wüstenfledermäuse, Langohrfledermäuse oder Mausohren im selben Versteck auf. Die Lebenslänge wird auf etwa 10 Jahre geschätzt. Die Rufe zur Echoortung sind eine Melodie, bei der die Frequenz zum Ende hin abnimmt. Im nördlichen Teil des Verbreitungsgebiets findet die Paarung im Herbst statt, worauf eine Pause in der Embryoentwicklung folgt. Diese wird im März fortgesetzt und endet zwischen Mai und Juli. Vor der Geburt der Nachkommen bilden Weibchen eigene Kolonien und Männchen kleinere Gruppen. Das Jungtier wird etwa einen Monat gesäugt. Junge Weibchen können sich im Spätherbst erstmals fortpflanzen. Ein Wurf besteht gewöhnlich aus einem Neugeborenen und selten aus Zwillingen.

## Gefährdung
Die IUCN listet die Waterhouse-Großohrblattnase als nicht gefährdet (least concern) aufgrund fehlender Bedrohungen und einer stabilen Gesamtpopulation.